# Łebsko
Łebsko (kaszub. Łebskò, niem. Lebasee) – jezioro przybrzeżne w województwie pomorskim (na terenie gmin Wicko oraz Smołdzino) na Wybrzeżu Słowińskim, trzecie pod względem powierzchni jezioro w Polsce.
Jest jeziorem eutroficznym.

## Położenie
Łebsko położone jest w województwie pomorskim, na obszarze dwóch powiatów: słupskiego i lęborskiego.
Leży na terenie Słowińskiego Parku Narodowego. Powierzchnia jeziora stanowi 21,8% całkowitej powierzchni parku oraz 33,1% powierzchni lądowej, w tym wodnej śródlądowej. Północny brzeg stanowi Mierzeja Łebska z ruchomymi piaskami.
Jezioro położone jest na wysokości 0,3 m n.p.m.

## Geneza
Jezioro powstało poprzez podniesienie poziomu morza i zalanie łąk. Nie było zatoką morską.

## Hydrografia

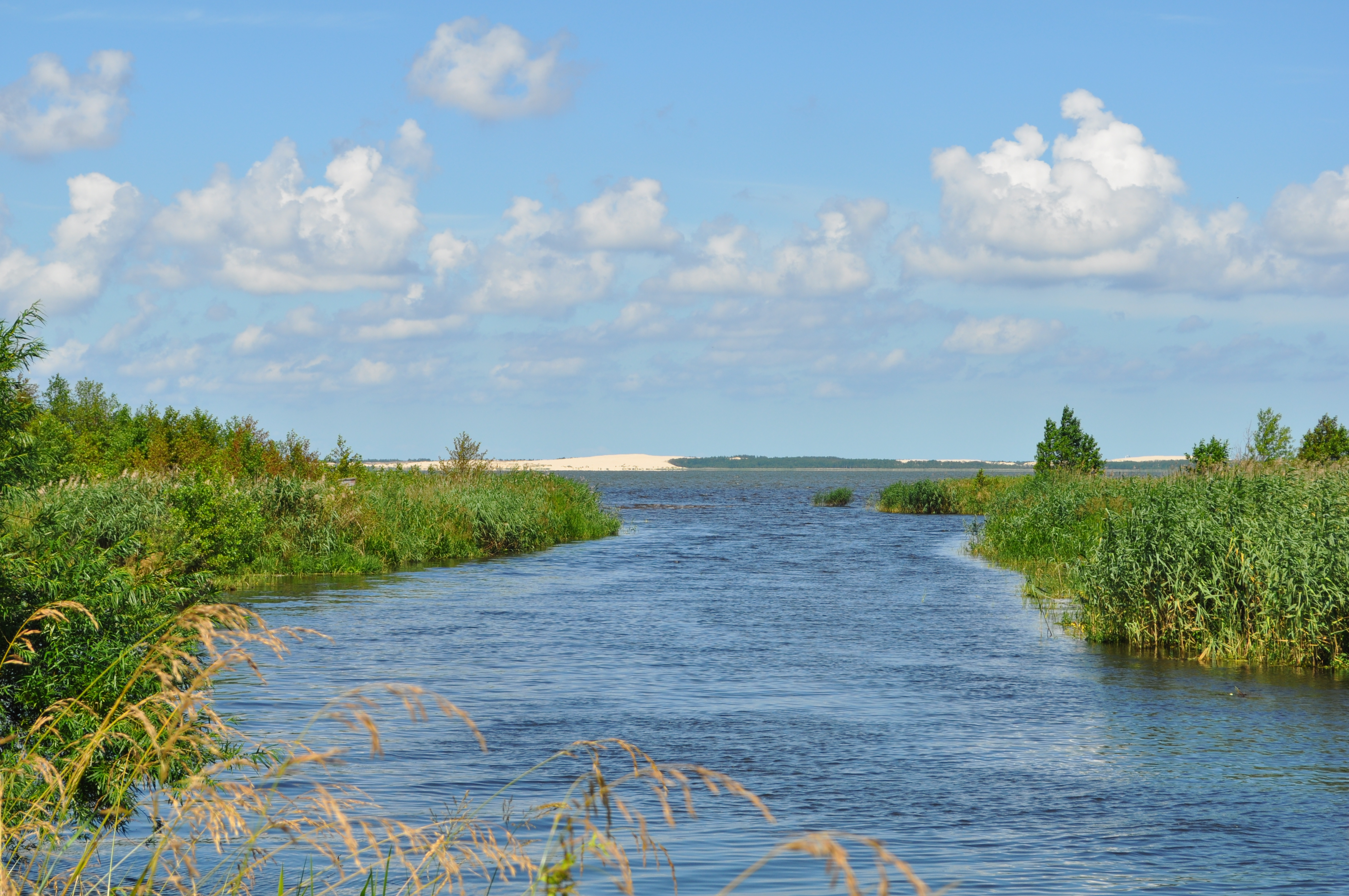
Łeba wpływająca do Łebska

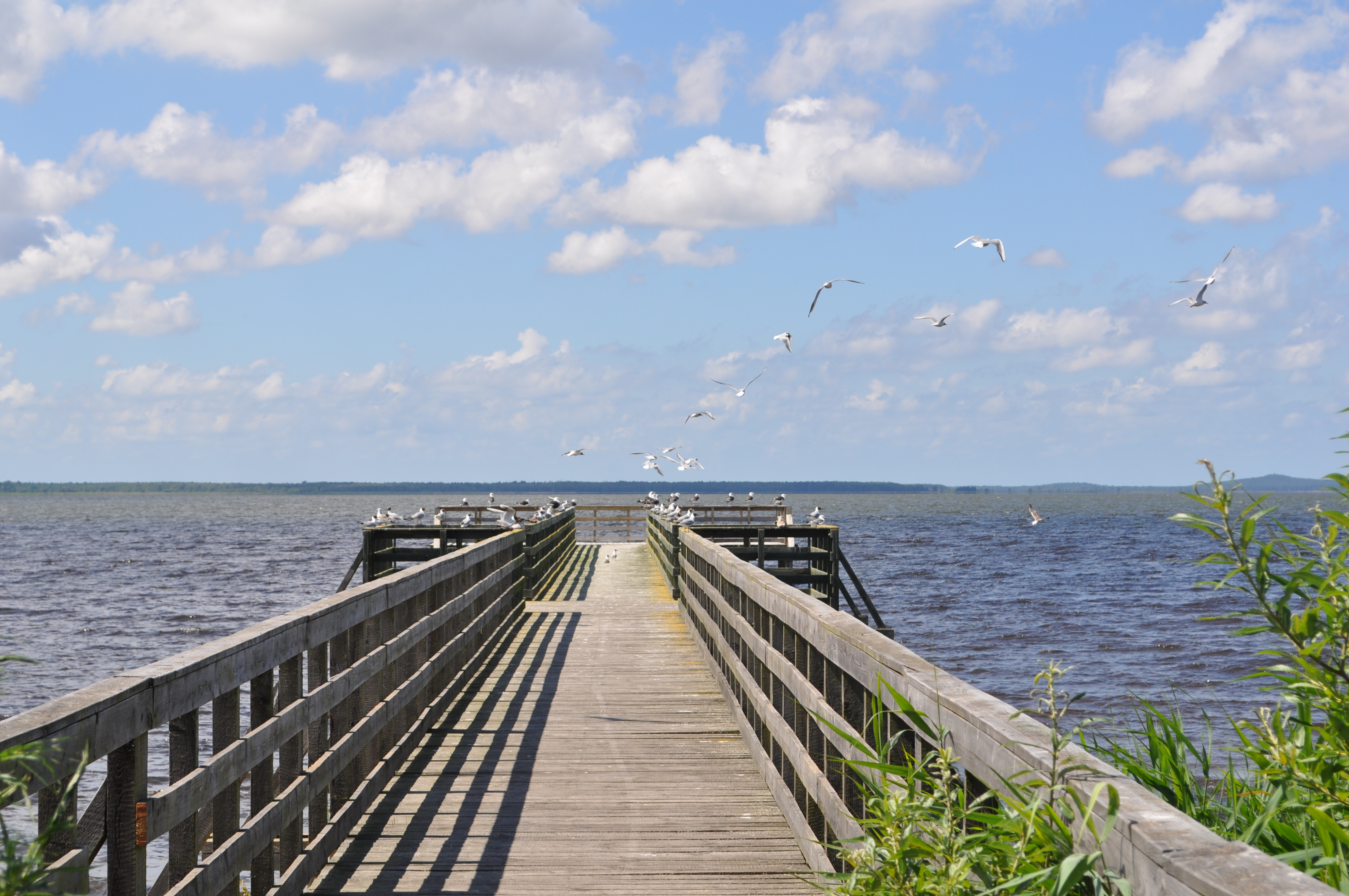
Pomost w północno-zachodniej części jeziora

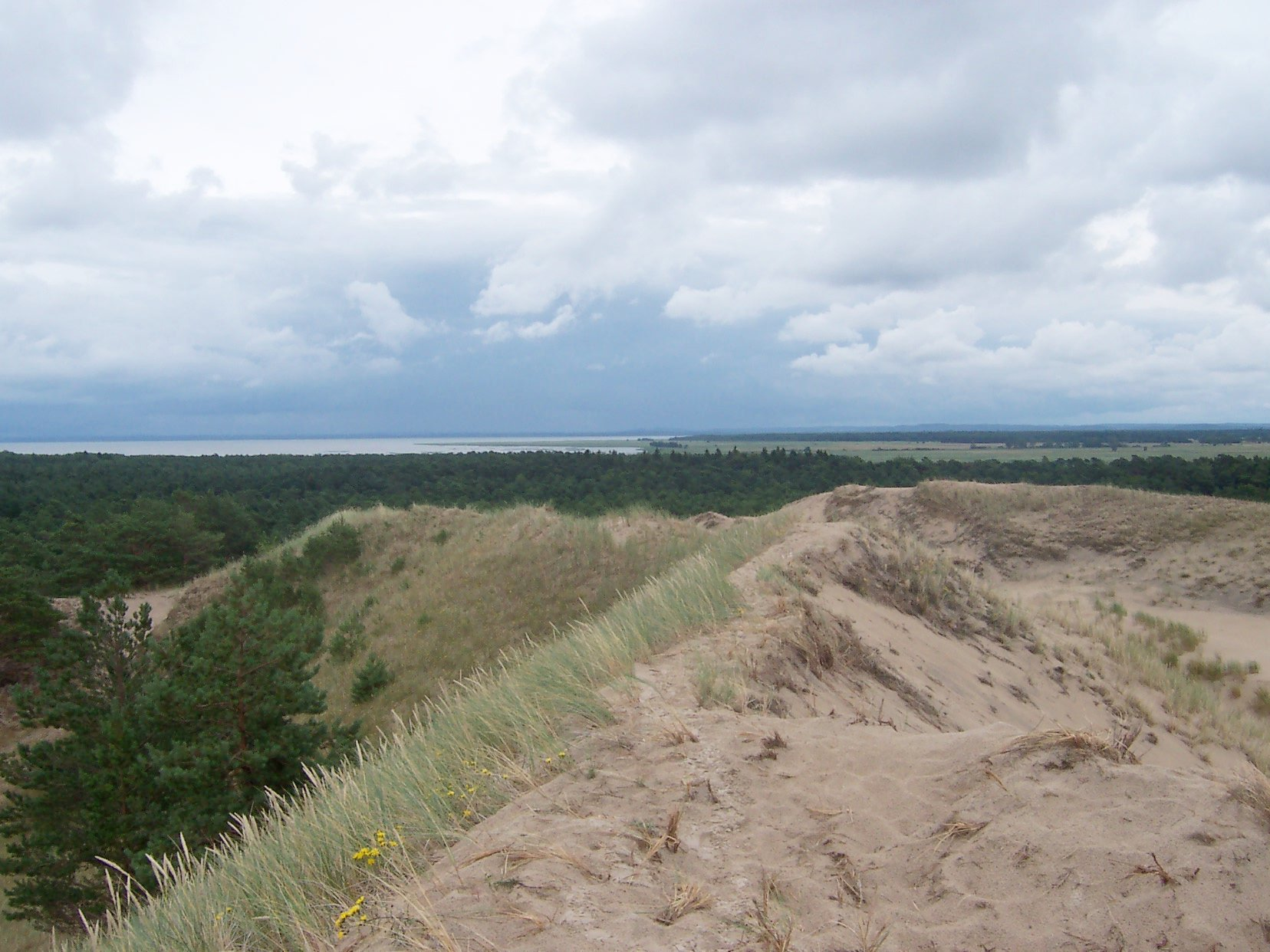
Łebsko widziane z Mierzei Gardnieńskiej

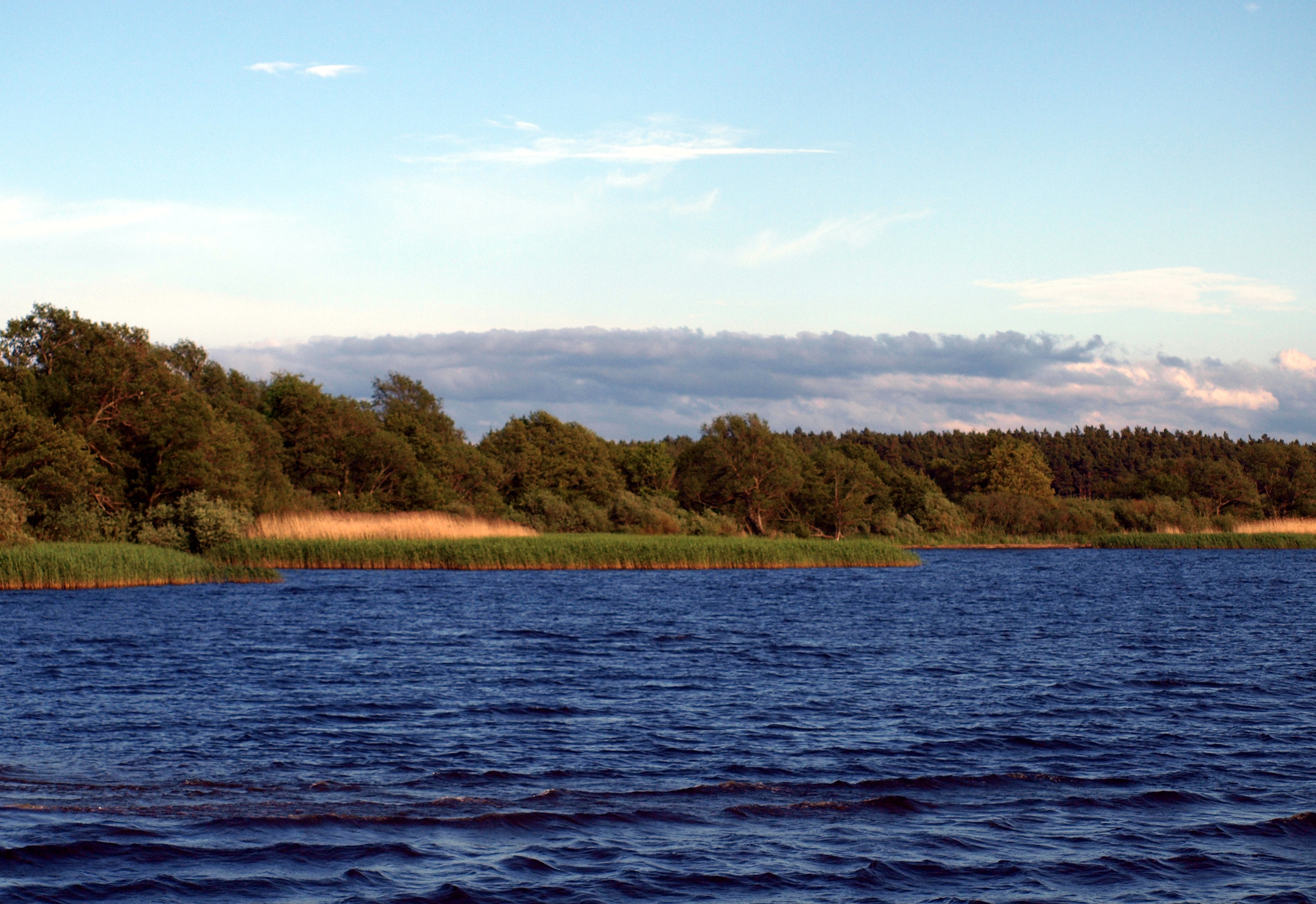
Szuwary trzcinowe

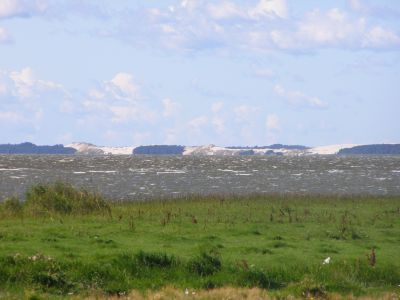
Łebsko od strony południowej z widokiem na wydmy

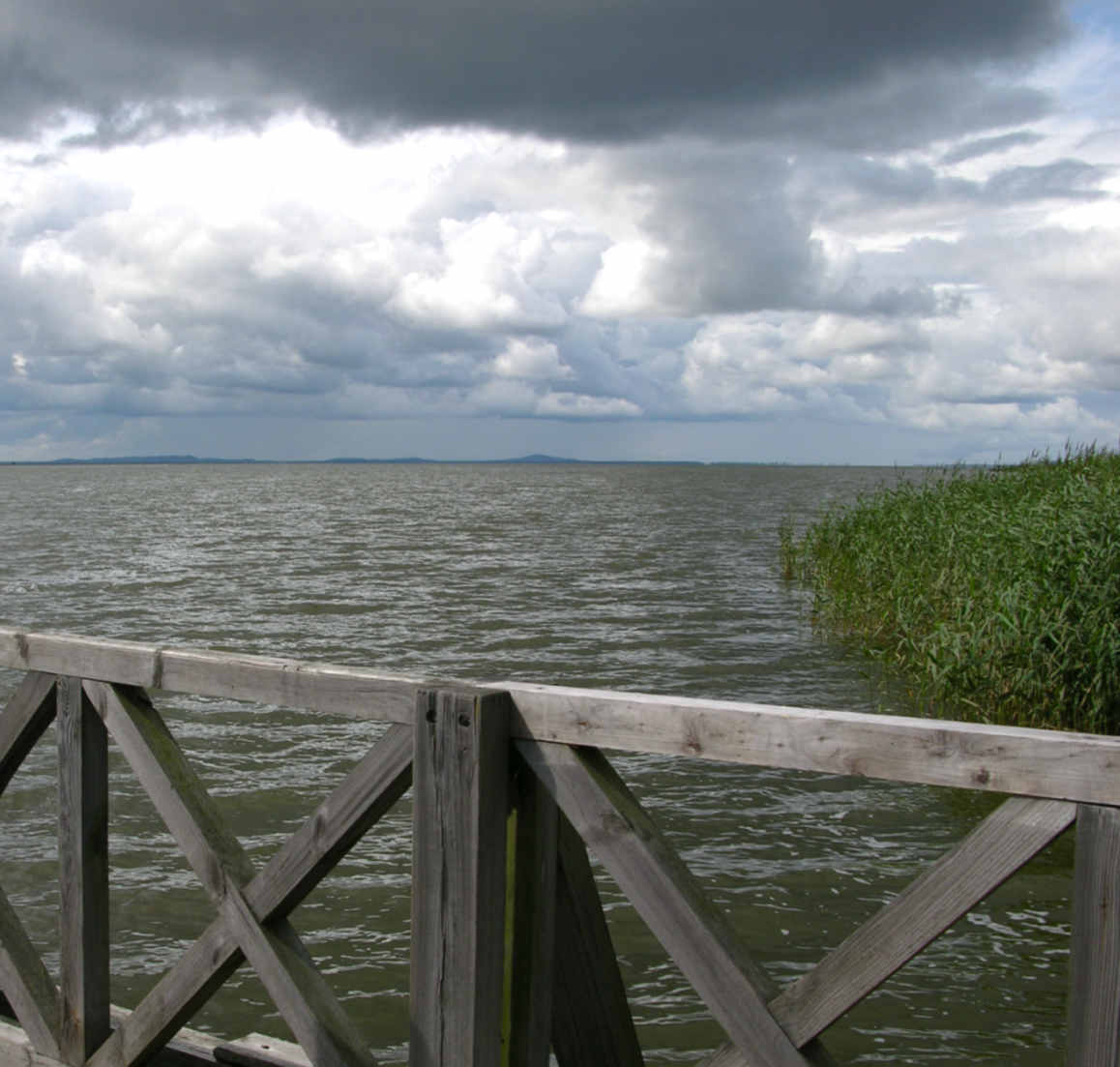
Łebsko widziane od przystani, w dali Rowokół

Łebsko jest największym pod względem powierzchni jeziorem w Polsce po Śniardwach i Mamrach. Stanowi największe jezioro przybrzeżne oraz największy zbiornik wodny w Słowińskim Parku Narodowym. Zajmuje powierzchnię 71,4 km². Maksymalna głębokość dochodzi do 6,3 m, średnia wynosi 1,6 m. Pojemność jeziora to 0,118 km³. Ma 16,4 km długości oraz 7,6 km szerokości. Długość linii brzegowej mierzy 55,4 km.
Przez Łebsko przepływa rzeka Łeba, uchodząca do Morza Bałtyckiego. Wnosi ona do jeziora 11 m³ wody na sekundę. Łebsko jest zbiornikiem słonawowodnym. Za sprawą krótkiego odcinka ujściowego rzeki między jeziorem a morzem, w Łebsku dochodzi do okresowego napływu wód słonych z Bałtyku. W czasie tego zjawiska zasolenie jeziora może dochodzić do 3‰. Zbiornik posiada także połączenie kanałami z jeziorami Gardno i Sarbsko. Ze względu na typ miktyczny Łebsko zaklasyfikowano do jezior polimiktycznych, czyli takich, w których obserwuje się częste mieszanie wód.
Niewielka głębokość średnia oraz akumulacyjna działalność Łeby sprzyjają szybkiemu wypłycaniu misy jeziora. Proces ten skutkuje zarastaniem zbiornika, a co za tym idzie stałym zmniejszaniem się jego powierzchni. Do ciągłej zmiany powierzchni jeziora przyczynia się również osadzanie piasku u północnego brzegu. Nawiewany on jest z wydm, przemieszczających się w kierunku południowo-wschodnim. W latach 1891 – 1965 linia brzegowa z przesuwała się z prędkością 0,5 – 1,2 m/rok. W okresie od 1884 r. do 1920 r. Łebsko zmniejszyło się o 104 ha. Od 1941 r. obszar zajmowany przez zbiornik uległ zredukowaniu o około 382 ha. Zjawisko wypłycania jeziora dotyczy całej jego powierzchni.
Zmiany poziomu lustra wody w jeziorze oraz w odcinku ujściowym Łeby są od siebie zależne. Determinują je głównie zmiany poziomu lustra wody w Bałtyku. W lutym, marcu oraz kwietniu obserwuje się największe amplitudy między średnimi poziomami wody w Łebsku i w ujściu Łeby, najmniejsze zaś w maju, czerwcu oraz lipcu. Skrajne wartości stanu wód w jeziorze uwarunkowane są przede wszystkim rozkładem i natężeniem wiatrów.

## Toponimia
Poświadczenia źródłowe nazwy jeziora Łebsko znajdują się w źródłach od XIII wieku: Lebzco ok. 1229, Lebsco 1283, Lebscho, Lebsko, Lebsco 1286, Lebsko, Labezk 1313, przez jezioro wielkie Lieba, Leba 1638. Nazwa jeziora jest utworzona z przyrostkiem *-ьsko od nazwy rzeki Łeba. Przejściowo jezioro było oznaczane pod nazwą Łeba lub Leba, pochodzące od nazwy rzeki.

## Flora
Jezioro jest miejscem występowania grzybieni białych (Nymphaea alba L.) oraz grążeli żółtych (Nuphar lutea). W pelagialu licznie występują rośliny z rodzaju wywłóczników oraz rdestnic, głównie rdestnica przeszyta (Potamogeton perfoliatus L.). W płytkiej strefie przybrzeżnej rosną skupiska oczeretu jeziornego (Schoenoplectus lacustris) oraz trzciny pospolitej (Phragmites australis). Szerokość trzcinowisk miejscami wynosi ponad 100 m. W szuwarach trzcinowych schronienie znajduje wiele gatunków ptaków.

## Ochrona

### Słowiński Park Narodowy
Łebsko położone jest na obszarze Słowińskiego Parku Narodowego, utworzonego 1 stycznia 1967 r., zgodnie z Rozporządzeniem Rady Ministrów z dnia 23 września 1966 r. w sprawie utworzenia Słowińskiego Parku Narodowego. Zajmuje blisko 22% jego powierzchni. Jezioro objęte jest ochroną czynną, która przewiduje stosowanie zabiegów ochronnych, mogących oddziaływać na procesy naturalne.
Słowiński Park Narodowy podzielono na obręby i obwody ochronne. Powołanie obwodów na służyć efektywniejszej ochronie i dokładniejszemu poznaniu zasobów przyrodniczych obszaru. Wyodrębniono obręb wodny, w ramach którego powstał Obwód Ochronny Łebsko. Obejmuje on również odcinki cieków wpływających do jeziora, jak i z niego wypływających, znajdujących się w granicach parku narodowego, a także kanały: Żarnowski, Gardno-Łebsko oraz Łupawa-Łebsko.

### Rezerwat biosfery UNESCO
W 1977 roku park narodowy został uznany za rezerwat biosfery, w ramach programu UNESCO „Człowiek i Biosfera” (Man and the Biosphere), który ma na celu wspieranie rozwoju zasobów ludzkich, przy jednoczesnym zachowaniu różnorodności biologicznej. Stanowi jeden z dziesięciu rezerwatów biosfery w Polsce.

### Konwencja ramsarska
27 października 1995 r. park narodowy został wpisany na listę konwencji ramsarskiej. Jest jednym z trzynastu polskich obszarów chronionych, objętych postanowieniami tego międzynarodowego układu. Ma on na celu ochronę obszarów wodno-błotnych, w szczególności ptactwa wodno-błotnego, przybywającego na tych terenach stale lub sezonowo.

### Natura 2000
W 2004 r. obszar lądowy Słowińskiego Parku Narodowego, w tym jezioro Łebsko, został włączony do programu Natura 2000 jako obszar specjalnej ochrony ptaków Pobrzeże Słowińskie (PLB220003). Zawiera się on w obrębie siedliskowym Ostoja Słowińska (PLH220023), obejmującym również część morską parku.

### Ostoja Ptaków IBA
Park uznany jest również za Międzynarodową Ostoję Ptaków IBA (Important Bird Areas), według kryteriów wyznaczonych przez BirdLife International. Na takim obszarze muszą występować przede wszystkim gatunki ptaków zagrożone wymarciem, gatunki rzadkie oraz o ograniczonym zasięgu występowania oraz licznie przebywające ptaki migrujące i zimujące. Torfowiska otaczające jezioro są siedliskiem lęgowym derkacza zwyczajnego.

### Rezerwaty przyrody
W okolicy jeziora położone są:
- obszar ochrony ścisłej Bielice
- obszar ochrony ścisłej Bory Torfowe
- obszar ochrony ścisłej Ciemińskie Błota
- obszar ochrony ścisłej Gackie Lęgi
- obszar ochrony ścisłej Klukowe Buki
- obszar ochrony ścisłej Klukowe Lęgi
- obszar ochrony ścisłej Olszyna
- obszar ochrony ścisłej Mierzeja
- obszar ochrony ścisłej Moroszka
- obszar ochrony ścisłej Żarnowskie Lęgi

## Zanieczyszczenie
W jeziorze obserwuje się wzmożony proces eutrofizacji, spowodowany dopływem zanieczyszczeń, niesionych przez zasilające je rzeki i kanały, odwadniające okoliczne łąki i pola. Przyczynia się to do intensywnego rozwoju trzcinowisk i oczeretów. Szczególnym zagrożeniem dla jakości wody są związki fosforu i azotu, będące przyczyną wzrostu produktywności biologicznej jeziora.

## Turystyka
Na jeziorze w sezonie wakacyjnym realizowana jest żegluga pasażerska z przystani w Rąbce. Rejsy organizowane są do Muzeum Wyrzutni Rakiet w Rąbce oraz do Muzeum Wsi Słowińskiej w Klukach. Kurs do Muzeum Wyrzutni Rakiet trwa około 20 minut i wykonywany jest codziennie co pół godziny. Rejsy do Kluk odbywają się w środy i w niedziele i trwają około półtorej godziny w jedną stronę. Zakres wycieczki obejmuje dodatkowo m.in. przejazd kolejką z centrum Łeby do Rąbki oraz zwiedzanie muzeum z przewodnikiem.
Jezioro wykorzystywane jest też przez kajakarzy. Nie można zapominać o niebezpieczeństwach nagłych, silnych wiatrów z powstaniem wyskokich fal, mogących wywrócić kajak i małe łodzie.
Część powierzchni jeziora została udostępniona do wędkowania z łodzi oraz niewielki odcinek linii brzegowej do wędkowania z brzegu.